# 博斯科普

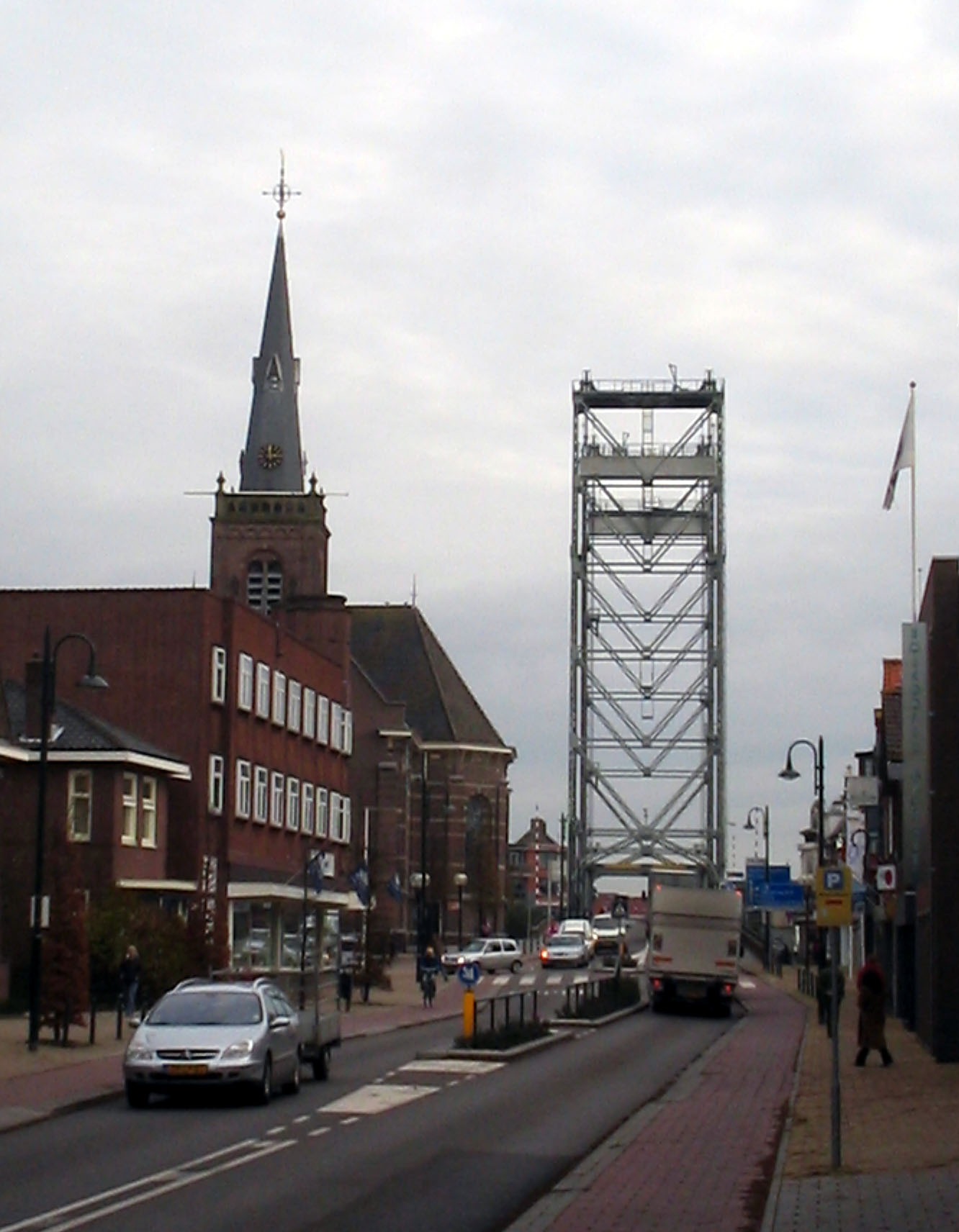
博斯科普市中心

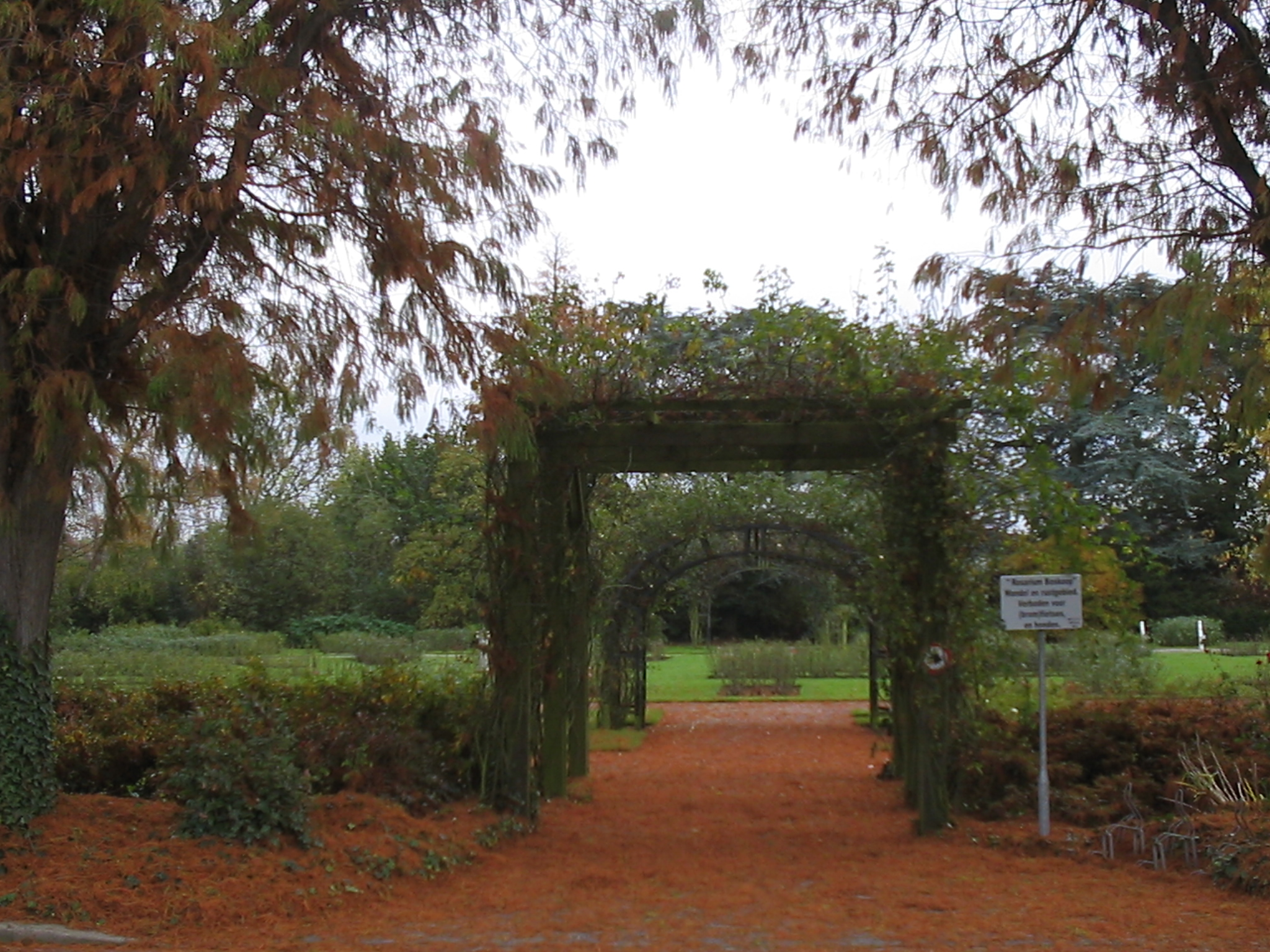
博斯科普玫瑰园

博斯科普（荷蘭語：Boskoop，荷蘭語：[ˈbɔskoːp] ⓘ）是荷兰南荷兰省的一个旧市镇。2008年人口15,217。面积16.96 km²，其中2.17 km²。博斯科普是世界上最大的相连花艺区。2014年1月1日，博斯科普同市镇莱茵沃德并入市镇莱茵河畔阿尔芬。